# Néris-les-Bains
Néris-les-Bains település Franciaországban, Allier megyében. Lakosainak száma 2441 fő (2022. január 1.). Néris-les-Bains Chamblet, Commentry, Durdat-Larequille, Lavault-Sainte-Anne, Malicorne, Montluçon, Saint-Angel és Villebret községekkel határos.

## Népesség
A település népességének változása:
| Lakosok száma | 2917 | 2924 | 2831 | 2726 | 2606 | 2654 | 2553 | 2570 | 2588 | 2441 |
|               | 1968 | 1982 | 1990 | 2006 | 2013 | 2015 | 2017 | 2019 | 2020 | 2022 |